# 영심이
《영심이》는 배금택이 창작한 대한민국의 만화로서, 1990년에 만화책 출간으로 소개되었다. 이 작품의 이야기는 순진하지만 엉뚱한 여자 중학생인 오영심이가 정신적으로 성장해가며 겪는 일상적인 일들이 중심이다. 실례로 만화 영화 내용 중에 엄마와 아빠가 어릴 적 첫 사랑한 학교 친구 때문에 부부싸움을 벌이자, 오영심이가 남자친구 왕경태의 도움을 받아서 화해시키는 이야기가 있다.

## 개요
1990년에 '대흥'을 통해 만화책이 출간되고, 애니메이션으로 제작되어 같은 해에 KBS를 통해 방송되었다. 영화로도 제작되어 1990년 7월 29일 개봉되었다. 2000년 5월 4일 만화시리즈 여섯 번째 묶음으로 영심이 우표가 발행되었다. 2004년에 소설로도 출간되었는데, 2004년 코드에 맞게 동일 작가(배금택)가 한층 발전시킨 작품이다. 2008년 11월 7일부터 뮤지컬로도 공연됐다.(뮤지컬 젊음의 행진/PMC 제작)

## 제작진
- 원작: 배금택
- 기획: 정승배
- 편성기획: 윤대작
- 애니 제작: 대원미디어(주)
- 구성: 박시옥, 심상일, 이학빈
- 미술설정: 임종우, 박효식
- 작화감독: 박설형
- 음향효과: 최경상, 차일환, 한용배, 김병호
- 음악: 왕준기, 이남홍
- 그래픽 디자인: 이영범
- 텔레시네: 정현수
- 녹음: 표신수
- 연출: 민영문
- 작화연출: 안진모
- 원화: 박시옥, 이광백, 강숙희, 박준철, 이경수, 김성완
- 원화작감: 박설형
- 동화: 정임순, 오영자, 장은숙, 배윤경
- 동화작감: 최낙수
- 복사: 오병길
- 선화: 강현숙, 최명희, 최봉순
- 채화: 한미라, 정은례, 오귀자, 김혜미, 이미자
- 검사: 신영순
- 배경: 전극선, 박경선, 임세연
- 미술효과: 배상중
- 촬영: 현상민, 김홍미, 최영수
- 편집: 전병태
- 진행: 김지찬
- 제작담당: 강신우
- 제작: KBS, 대원미디어(주)
- 배급: 대원미디어(주)
- 저작권: 1990 KBS, 대원미디어(주) All rights reserved.
- 제공: 기린, 두산그룹, 롯데그룹, 서울랜드, 이마이크로, 이서방상사, 오리온, 크라운제과, 쏘쏘, 삼양식품, 한국야쿠르트, 대도화학

## 방영 목록
| 회차       | 주제                    | 본 방송일        |
| 1화        | 영심이의 꿈             | 1990년 10월 5일  |
| 2화        | 반장 선거               | 1990년 10월 12일 |
| 3화        | 시험                    | 1990년 10월 19일 |
| 4화        | 퀴즈                    | 1990년 10월 26일 |
| 5화        | 순심이의 생일           | 1990년 11월 2일  |
| 6화        | 캠핑                    | 1990년 11월 9일  |
| 7화        | 인생은 짧고 예술은 길다 | 1990년 11월 16일 |
| 8화        | 미신                    | 1990년 11월 23일 |
| 9화        | 별나라 왕자님           | 1990년 11월 30일 |
| 10화       | 알고싶어요              | 1990년 12월 7일  |
| 11화       | 경태야!                 | 1990년 12월 14일 |
| 12화       | 극기훈련                | 1990년 12월 21일 |
| 최종화(13) | 엄마, 아빠, 사랑해요    | 1990년 12월 28일 |